# Lethal Target
Lethal Target è un film di fantascienza del 1999 diretto da Lloyd A. Simandl, prodotto negli Stati Uniti.

## Trama
Nel 2068, il direttore della colonia penale di Titano concede la libertà alla detenuta Nikki Savage, un'ex poliziotta accusata dell'omicidio di un collega a condizione che lo aiuti a riportare alla base l'astronave della dottoressa Dane dispersa nello spazio mentre stava tornando da una missione. Nikki accetta l'incarico e, raggiunta la nave spaziale, scopre che in essa si nasconde un virus letale che costituisce il pericolo di un'invasione aliena.